# Manoir de Mentheville
Le manoir de Mentheville est une demeure du premier quart du XVIIe siècle qui se dresse sur le territoire de la commune française de Mentheville, dans le département de la Seine-Maritime, en région Normandie. L'édifice est partiellement classé au titre des monuments historiques.

## Localisation
Le manoir est situé à l'écart de Mentheville, dans le département français de la Seine-Maritime.

## Historique
L'une des cheminées monumentales porte la date de 1606 et arbore le monogramme « HMFH » qui pourrait être celui Henri IV et de Marie de Médicis.

## Description
Le manoir se distingue par son salon avec cheminée et la cheminée de la salle à manger au rez-de-chaussée ; deux cheminées de l'étage ; cheminée, four à pain dans la cave. Un colombier à l'écart.

## Protection
Les façades et toitures ; le salon avec sa cheminée et la cheminée de la salle à manger au rez-de-chaussée ; les deux cheminées de l'étage ; la cheminée, le four à pain dans la cave ; les façades du colombier sont classés au titre des  monuments historiques par arrêté du 2 mars 1981.

## Pour approfondir